# Донець Тетяна Анатоліївна
Тетяна Анатоліївна Донець (* 11 липня 1980 року м. Дніпропетровськ;) — Народний депутат України, член ВО "Батьківщина" та «Народного фронту».

## Освіта
1997 р. — закінчила середню школу в місті Дніпропетровську з відзнакою.
2003 р. — Київський національний університет імені Т. Г. Шевченка, спеціальність — правознавство, юрист.
2005 р. — Київський інститут міжнародних відносин, спеціальність р. — міжнародні економічні відносини.
Має ступінь магістра з питань конституційно-фінансового права.

## Трудова діяльність
З 2000 року — фізична особа-підприємець. 2004 - 2005 роки — директор з розвитку ТОВ «Готель «Асторія» (м.Дніпропетровськ); 2005 - 2010 роки - директор ПП «Арт енд Фешен»; 2010-2012 роки — директор ТОВ «Спектр-Б» (м.Київ).

## Політична кар’єра
У 1998 році стала помічником Народного депутата України.
У 2006-2010 роках була депутатом V скликання Шевченківської районної ради міста Києва. Обіймала посаду голови постійної мандатної комісії з питань депутатської діяльності та етики, забезпечення законності та правопорядку, розвитку місцевого самоврядування, інформаційної політики та взаємодії з об'єднаннями громадян. В цей період була заступником Глави фракції «БЮТ».
Тетяна Донець стала відома через жорстку позицію щодо приватизації низки об'єктів освіти, інтернату з територією в 12 гектар, 15 тис. метрів квадратних, ЖЕКів та іншої комунальної власності. Завдяки масі публічних виступів в ЗМІ, їй вдалося домогтися створення слідчої комісії, результатом якої стало блокування незаконної приватизації всіх вищеназваних і всіх соціально значущих об'єктів. Кажуть, саме це стало приводом для зміщення Тетяни Донець з посади заступника голови фракції та одноголосного виключення з фракції БЮТ.
Інцидент з виключенням з фракції не вплинув на політичні погляди Тетяни Донець. Вона залишилася в партії. У грудні 2012 року стала депутатом Верховної ради VII скликання, отримавши № 55 у партійному списку ВО «Батьківщина».
У 2014 році Тетяна Донець стала депутатом Верховної Ради VIII скликання, отримавши №20 в списку партії «Народний фронт», яка була сформована шляхом виходу частини політиків на чолі з Арсенієм Яценюком і Олександром Турчиновим з партії «Всеукраїнське об'єднання «Батьківщина». 
За час перебування в парламенті Тетяна Донець стала автором 16 законопроєктів, в тому числі проєкту Закону про внесення змін до деяких законодавчих актів України (щодо протидії поширенню хвороб, зумовлених ВІЛ). Проєкт Закону був створений у співпраці з понад 50 громадськими та пацієнтськими організаціями, серед яких — ПРООН, ЮНЕЙДС, «Всеукраїнська мережа ЛЖВ», Міжнародний Альянс з ВІЛ / СНІД в Україні, Фонд Олени Пінчук «АНТИСНІД», «Фонд В. Дж. Клінтона» в Україні. Робота Тетяни Донець була відзначена особистою подякою заступника Генерального секретаря ООН Мішеля Сідібе.
Є автором законопроєкту «Про забезпечення лікарськими засобами та виробами медичного призначення», зареєстровано 7 липня 2014 року. Документ передбачає компенсацію витрат громадян коштом медичного страхування.
З січня 2013 року — голова підкомітету з питань законодавчого забезпечення протидії ВІЛ-інфекції/СНІДу, туберкульозу, іншим соціально небезпечним захворюванням і з контролю за забезпеченням лікарськими засобами та медичними виробами, які закуповуються за державні кошти комітету Верховної ради з питань охорони здоров'я.
З травня 2013 року — член тимчасової слідчої комісії Верховної ради з питань розслідування фактів порушення законодавства України при здійсненні державних закупівель, неефективного використання державних коштів та зловживань службовим становищем з боку посадових осіб Міністерства охорони здоров'я України, інших державних підприємств, установ і організацій в сфері охорони здоров'я і фармацевтичної галузі.

## Родина
Мати Наталія — народний депутат Верховної Ради України III скликання, батько Анатолій — засновник ТОВ «ДІМ-Інвест».
26 січня 2018 року Тетяна народила доньку.